# PFK Lokomotiv Plovdiv
PFC Lokomotiv Plovdiv (bulgară ПФК Локомотив Пловдив) este un club de fotbal din Plovdiv, Bulgaria. Echipa joacă meciurile considerate pe teren propriu, pe Stadionul Lokomotiv, având o capacitate de 13.00 de locuri. Rivala clubului este echipa Botev Plovdiv.

## Coeficient UEFA
La data de 29 noiembrie 2013.
| Rank | Country               | Team                  | Points |
| ---- | --------------------- | --------------------- | ------ |
| 332  | Lituania              | FK Sūduva             | 3.300  |
| 333  | Bulgaria              | PFC Lokomotiv Plovdiv | 3.275  |
| 334  | Bosnia și Herțegovina | FK Borac Banja Luka   | 3.250  |
| 335  | Slovenia              | FC Koper              | 3.250  |

## Palmares
A PFG:
- - Câștigătoare (1): 2003-2004
  - Vicecampioană (2): 1972-1973, 2020-2021

Cupa Bulgariei:
- - Câștigătoare (3): 1983, 2019, 2020
  - Finalistă (7): 1940, 1942, 1948, 1960, 1971, 1982, 2012

Supercupa Bulgariei:
- - Câștigătoare (2): 2004, 2020
  - Finalistă (2): 2012, 2019

## Jucători notabili
| Bulgaria - Stancho Bonchev - Hristo Bonev - Ivan Boyadzhiev - Krasimir Dimitrov - Eduard Eranosyan - Georgi Iliev - Vladimir Ivanov - Martin Kamburov - Vasil Kamburov - Hristo Kolev - Zdravko Lazarov - Ivan Paskov - Georgi Petrov | Bulgaria - Ayan Sadakov - Aleksandar Tunchev - Gocho Vasilev - Kostadin Vidolov Guinea-Bissau - Basile de Carvalho Macedonia - Boban Jančevski - Robert Petrov - Žarko Serafimovski - Vančo Trajanov | Mali - Garra Dembele Serbia - Ivan Krizmanić - Darko Spalević - Saša Vukojević Uruguay - Nicolás Raimondi |